# Bolitoglossa chinanteca
Espèce
Bolitoglossa chinanteca est une espèce d'urodèles de la famille des Plethodontidae.

## Répartition
Cette espèce est endémique d'Oaxaca au Mexique. Elle se rencontre dans la Sierra Juárez et la Sierra Mixe,.

## Description

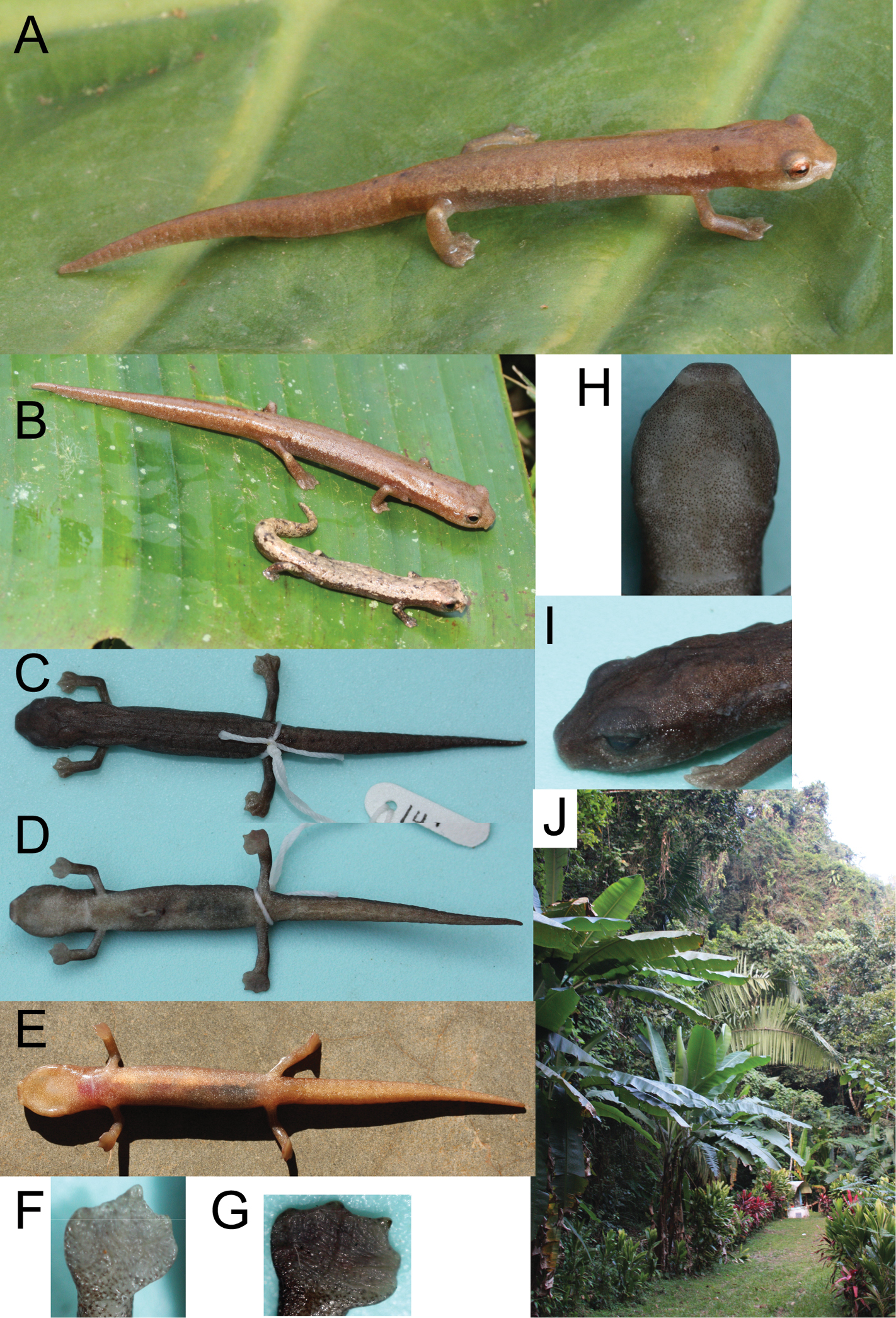
Bolitoglossa chinanteca

Bolitoglossa chinanteca mesure sans la queue de 33,4 à 41,2 mm pour les mâles et de 28,4 à 43,4 mm pour les femelles.

## Étymologie
Cette espèce est nommée en l'honneur des Chinantèques.

## Publication originale
- Rovito, Parra-Olea, Lee & Wake, 2012 : A new species of Bolitoglossa (Amphibia, Caudata) from the Sierra de Juárez, Oaxaca, Mexico. ZooKeys, no 185, p. 55-71 (texte intégral).